# Steganotaenia
- Commons
- Wikispecies

Steganotaenia é um género botânico pertencente à família Apiaceae.
1. ↑  «Steganotaenia — World Flora Online». www.worldfloraonline.org. Consultado em 19 de agosto de 2020